# گابریل دو گییراگ
گابریل دو گیلوراگ (به فرانسوی: Gabriel de Guilleragues) نویسنده و روزنامه‌نگار قرن هفدهم میلادی اهل فرانسه است.